# Pannonhalma
Pannonhalma (słow. Rábsky Svätý Martin, niem. Martinsberg) – miasto (prawie 3,9 tys. mieszkańców w styczniu 2011) na północnym zachodzie Węgier, w komitacie Győr-Moson-Sopron, ośrodek administracyjny powiatu Pannonhalma.

## Historia
Opactwo benedyktynów pod wezwaniem świętego Marcina, ufundowane przez księcia Gejzę w X wieku, poświęcone za panowania Stefana I w roku 1001. Szczególna pozycja klasztoru wynikała z faktu, że opat podlegał w sprawach kościelnych prymasowi Węgier, a nie lokalnemu biskupowi, natomiast w sprawach sądowych bezpośrednio królowi. W XV wieku przebudowane w stylu gotyckim, następnie w barokowym, ostatecznie zachowane w stylu klasycystycznym. W latach 1377–1379 funkcję opata sprawował w tym klasztorze książę gniewkowski Władysław Biały, będący przez jakiś czas pretendentem do polskiej korony. W skarbcu klasztornym znajduje się kielich Macieja Korwina, a w archiwum przechowywany jest najstarszy zabytek piśmiennictwa węgierskiego – akt erekcyjny opactwa w Tihany z roku 1055.

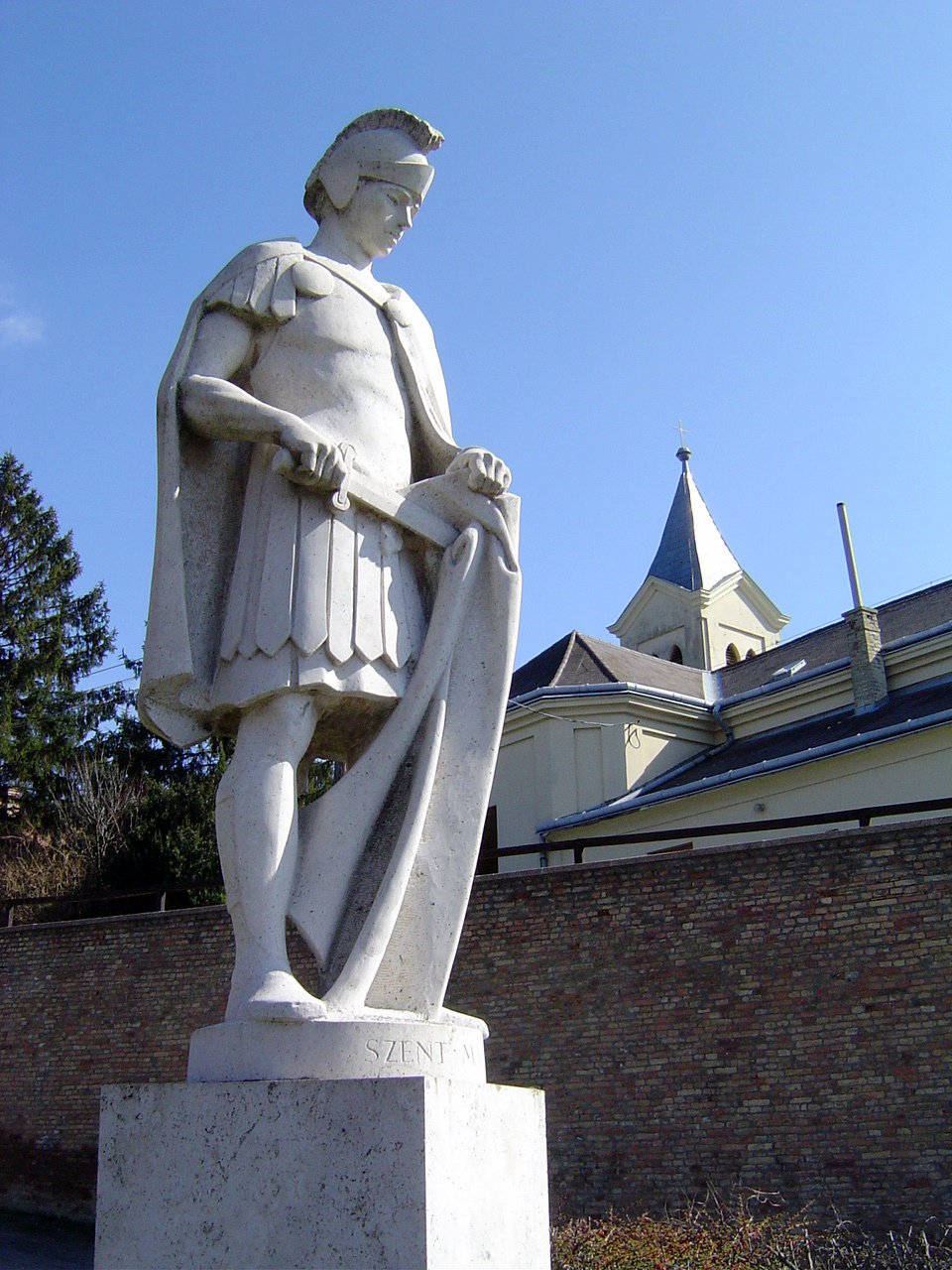
Statua św. Marcina

## Zabytki
Opactwo benedyktyńskie Pannonhalma oraz jego otoczenie zostało zapisane na listę światowego dziedzictwa UNESCO w 1996. 